# 新座市総合運動公園野球場
新座市総合運動公園野球場（にいざしそうごううんどうこうえんやきゅうじょう）は、埼玉県新座市にある野球場。
新座市総合運動公園内にあり通称「新座市営球場」と呼ばれている。
同公園内には陸上競技場、ゲートボール場、マレットゴルフ場がある。

## 概要
東都大学準硬式野球連盟の2部・3部リーグ戦や高校野球の練習試合、新座市長杯争奪硬式野球大会（新座市大会）、軟式・硬式少年野球の各種大会会場のほか、近隣市民の草野球などに使用される。

## 施設概要
- 両翼：91m　中堅：120m
- 内野：黒土、外野：天然芝
- 収容人員：3,024人
- スコアボード：電光式（得点のみ）

## 交通
東武東上線・朝霞台駅南口から西武バス東久留米駅東口行き又は新座営業所行きで「市民総合運動体育館入口」下車徒歩10分 
　西武池袋線・東久留米駅東口から西武バス新座駅南口又は朝霞台駅南口行きで「市民総合運動体育館入口」下車徒歩10分